# Oude Sterrewacht

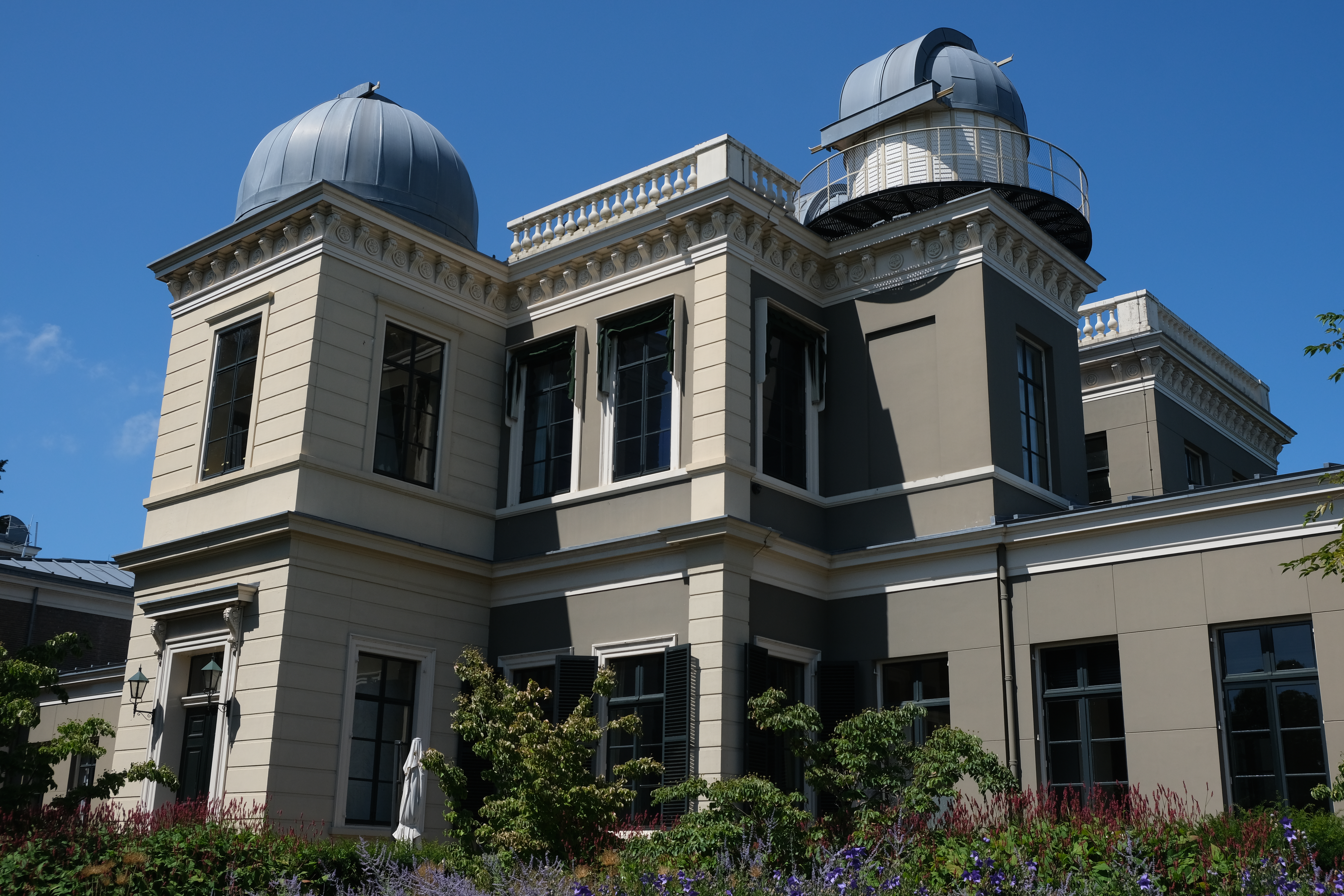
Oude Sterrewacht

De Oude Sterrewacht is het voormalige observatoriumgebouw van de Sterrewacht van de Nederlandse Universiteit Leiden.
Het gebouw is een rijksmonument en ligt op een markante locatie naast de Hortus botanicus Leiden op de kop van een voormalig bolwerk aan de Witte Singel. Het door architect Henri Camp ontworpen gebouw werd in 1861 in gebruik genomen.

## Geschiedenis
Frederik Kaiser publiceerde in 1854 een eerste ontwerp van een sterrenwacht in het tijdschrift Lectuur voor de Huiskamer. Zijn plan werd niet uitgevoerd, wel het voorstel dat beschreven is in het eerste deel der annalen der Sternwarte in Leiden, uitgegeven in 1868:
"De nieuwe sterrewacht is gebouwd midden tussen twee vleugels, waarvan de eerste de woning is van de directeur, de andere van de twee observatoren en de twee custoden, waarvan één instrumentmaker moet zijn. Een voornaamste vereiste is dat dit gehele personeel aan de sterrewacht woont en aan dat vereiste is voldaan. De sterrewacht zelf bevat ruime vertrekken voor elk der instrumenten, die gebruikt worden, voor de boekerij, voor de rekenkamers der observatoren en rekenaars, een collegekamer en een instrumentmakerswerkplaats."
De regering toonde zich ongenegen om in de staatsbegroting de post op te nemen voor de stichting van een sterrenwacht. De politicus Jonkheer Daniël Théodore Gevers van Endegeest deed nu een beroep op het Nederlandse volk. Zowel studenten en hoogleraren van de Universiteit van Leiden, maar ook anderen, brachten een aanzienlijke som bijeen, waarvan een sterrenwacht in Leiden gesticht kon worden. Pas toen, in 1856, werd door de minister van Binnenlandse Zaken Gerrit Simons de post op de staatsbegroting gezet.
In 1861 werd onder leiding van F. Kaiser een nieuw en groter observatorium gebouwd op een terrein dat gedwongen werd afgestaan door de Hortus botanicus. De Sterrewacht lag toen aan de rand van de stad; er was nog geen bebouwing aan de Witte Singel.
In de vorige sterrenwacht konden slechts relatieve plaatsbepalingen van hemellichamen worden verricht. De nieuwe werd volgens Kaisers plan ook ingericht voor het uitvoeren van zogenaamde absolute onafhankelijke bepalingen. 

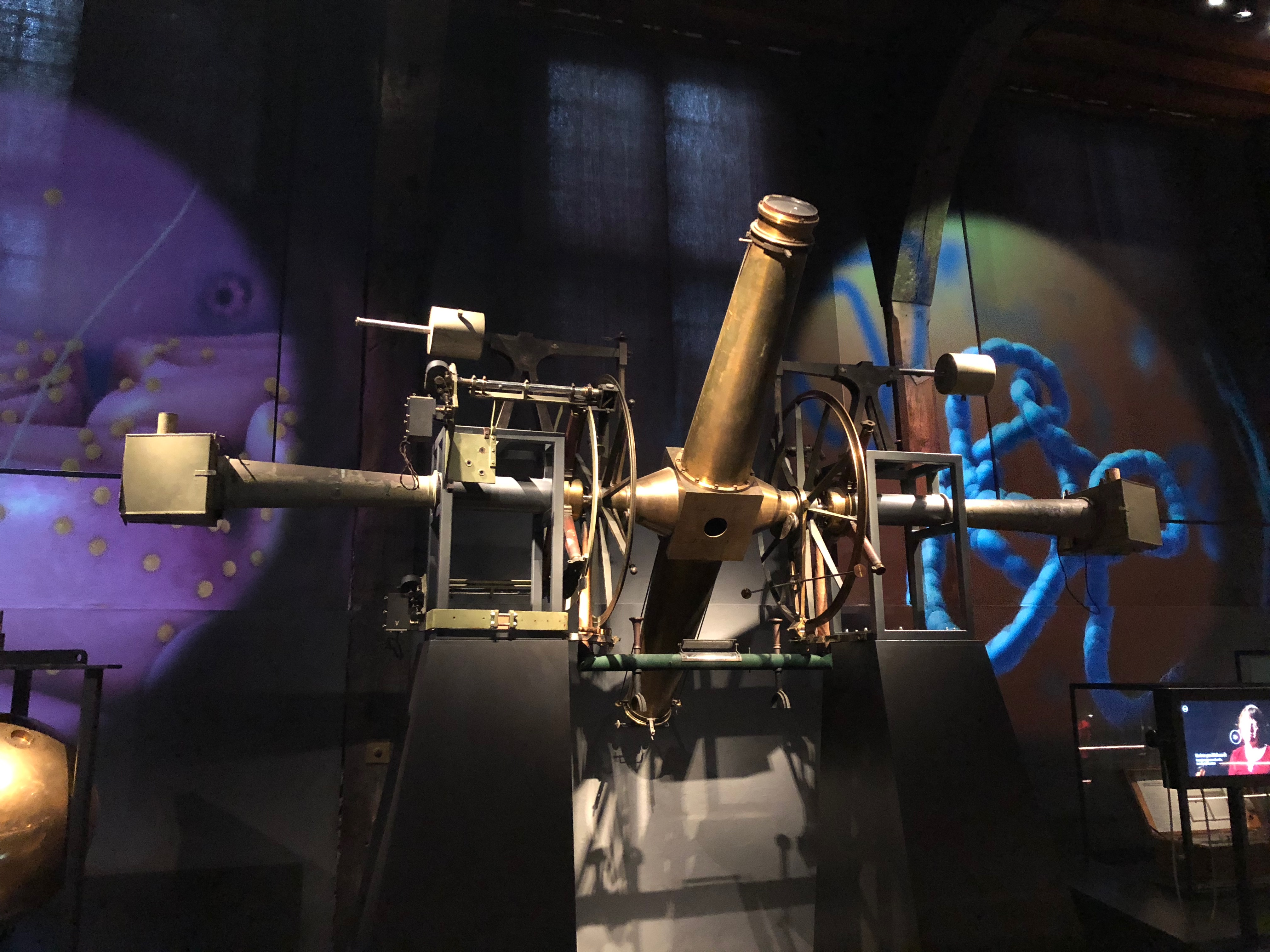
De meridiaancirkel in Museum Boerhaave

Het werktuig daarvoor was de meridiaancirkel, een kostbaar instrument. Dit werd op 20 april 1861 ontvangen, gemaakt door de firma Pistor & Martins te Berlijn, en was na verloop van weinig dagen op de daarvoor bestemde pilaren opgesteld. Deze telescoop bevond zich van 1955 tot november 2024 in Museum Boerhaave.
Aan Kaiser herinnert nog de naam Kaiserstraat, een straat tussen het Rapenburg en de Witte Singel.
De Sterrewacht, in een afgesloten stuk van de Hortus, was een enclave in de stad Leiden. Het gebouw bevatte niet alleen werkkamers en koepels met telescopen, maar ook woningen van de hoogleraren en van enkele instrumentmakers, terwijl op het terrein nog enkele kleine woningen stonden die bewoond werden door (vrijgezelle) assistenten. Het geheel was een kleine, besloten leefgemeenschap die in stand is gebleven tot 1974, toen het instituut werd overgeplant naar een nieuw gebouw aan de Wassenaarseweg, ver uit het centrum.
Vanaf dat moment werd de Oude Sterrewacht een bijgebouw van de subfaculteit Biologie. Biologie was gevestigd aan de Witte Singel in een flat met toren en omliggende gebouwen op het terrein van het oude Zoötomisch Laboratorium aan de Sterrenwachtlaan. De Sterrewacht werd onder meer gebruikt als gespecialiseerde bibliotheek, voor feest-, college- en werkruimtes en voor de eigen minicomputer, een DEC PDP-11/45 en voor data-invoer op ponskaart voor het centrale IBM S/370 mainframe.
Van 2009 tot en met 2011 is het gebouw gerenoveerd. Het gebouw doet tegenwoordig dienst als collegeruimte voor de Rechtenfaculteit van de Universiteit Leiden. Aanvankelijk was het enkel bedoeld voor opleidingen en cursussen aan professionals zoals advocaten, maar door ruimtenood wordt in het gebouw ook geregeld lesgegeven aan rechtenstudenten. In de kelder is een bezoekerscentrum geopend, dat te bereiken is via de Hortus Botanicus. Er worden rondleidingen gegeven naar de antieke telescopen.
In de nieuwste spelling is een observatorium een sterrenwacht. De weg vanaf de Kaiserstraat heet dan ook de Sterrenwachtlaan. Het observatorium heet echter de Oude Sterrewacht of kortweg Sterrewacht, in de klassieke spelling zonder tussen-n.

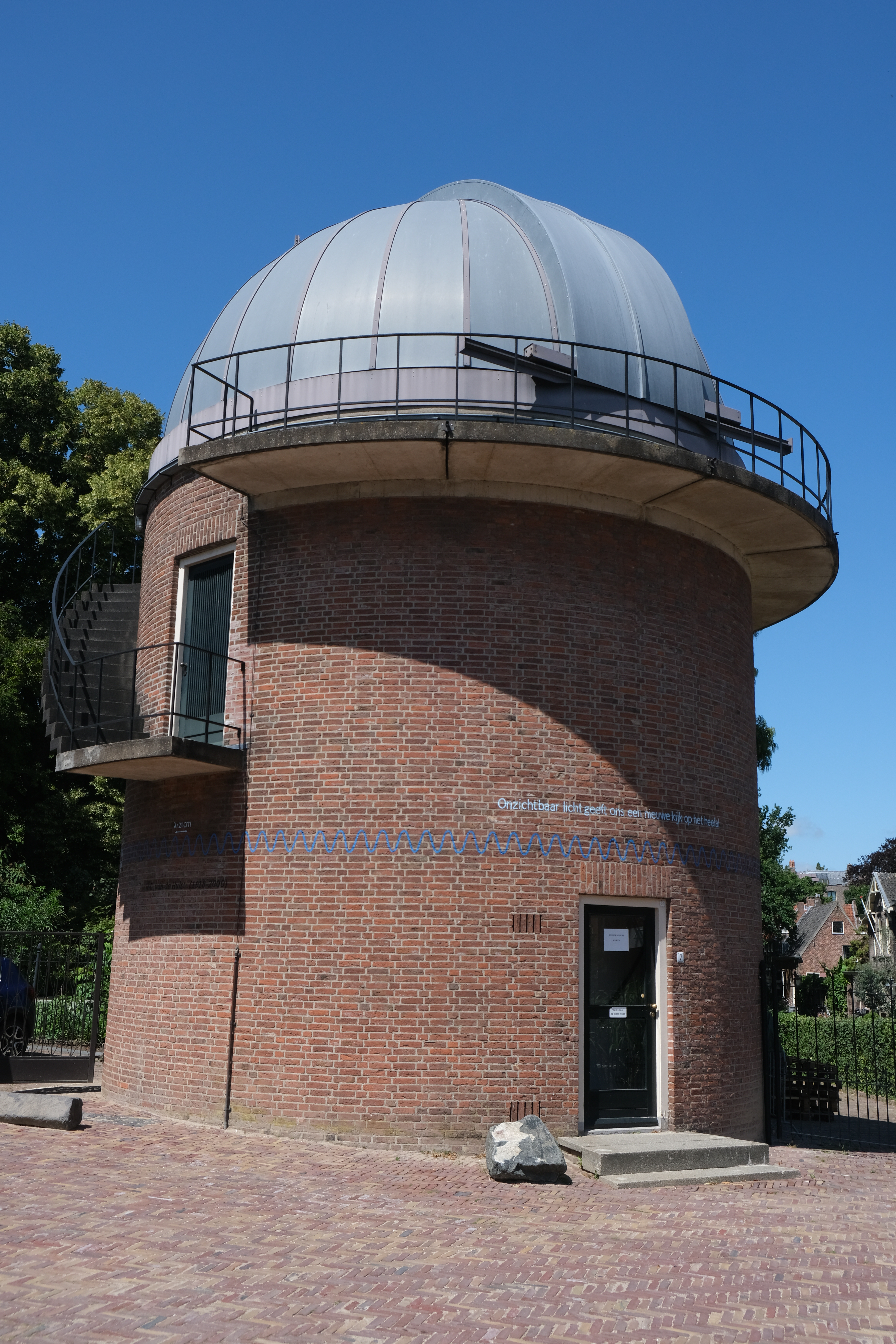
De koepel van de fotografische dubbelrefractor
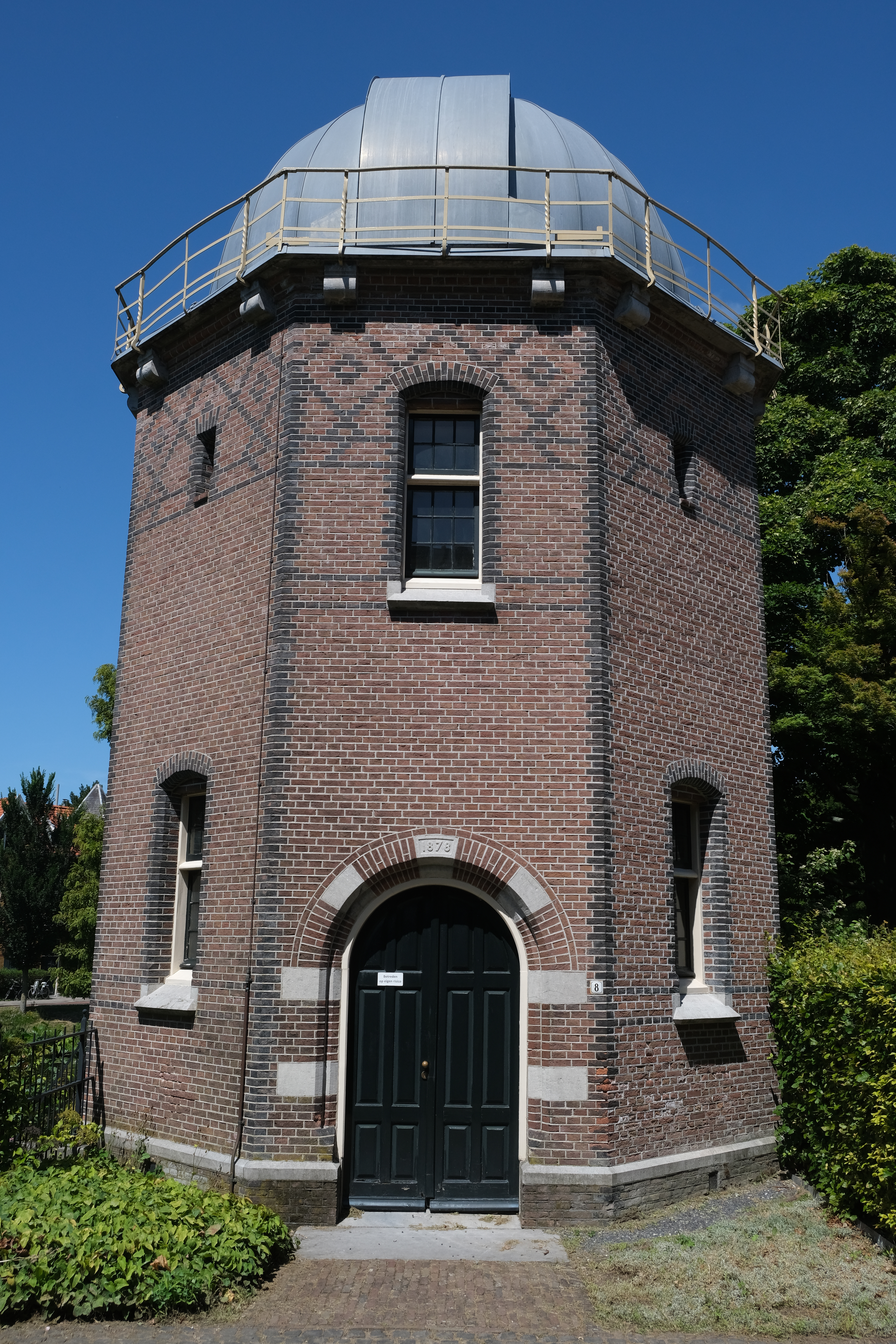
De koepel met de Zundermankijker

## Telescopen
In en naast het gebouw bevinden zich onder andere de volgende telescopen. De telescopen zijn gebruikt voor wetenschappelijk onderzoek tot ongeveer 1960 waarna wegens lichtvervuiling overgegaan werd op grotere telescopen op meer afgelegen locaties. 

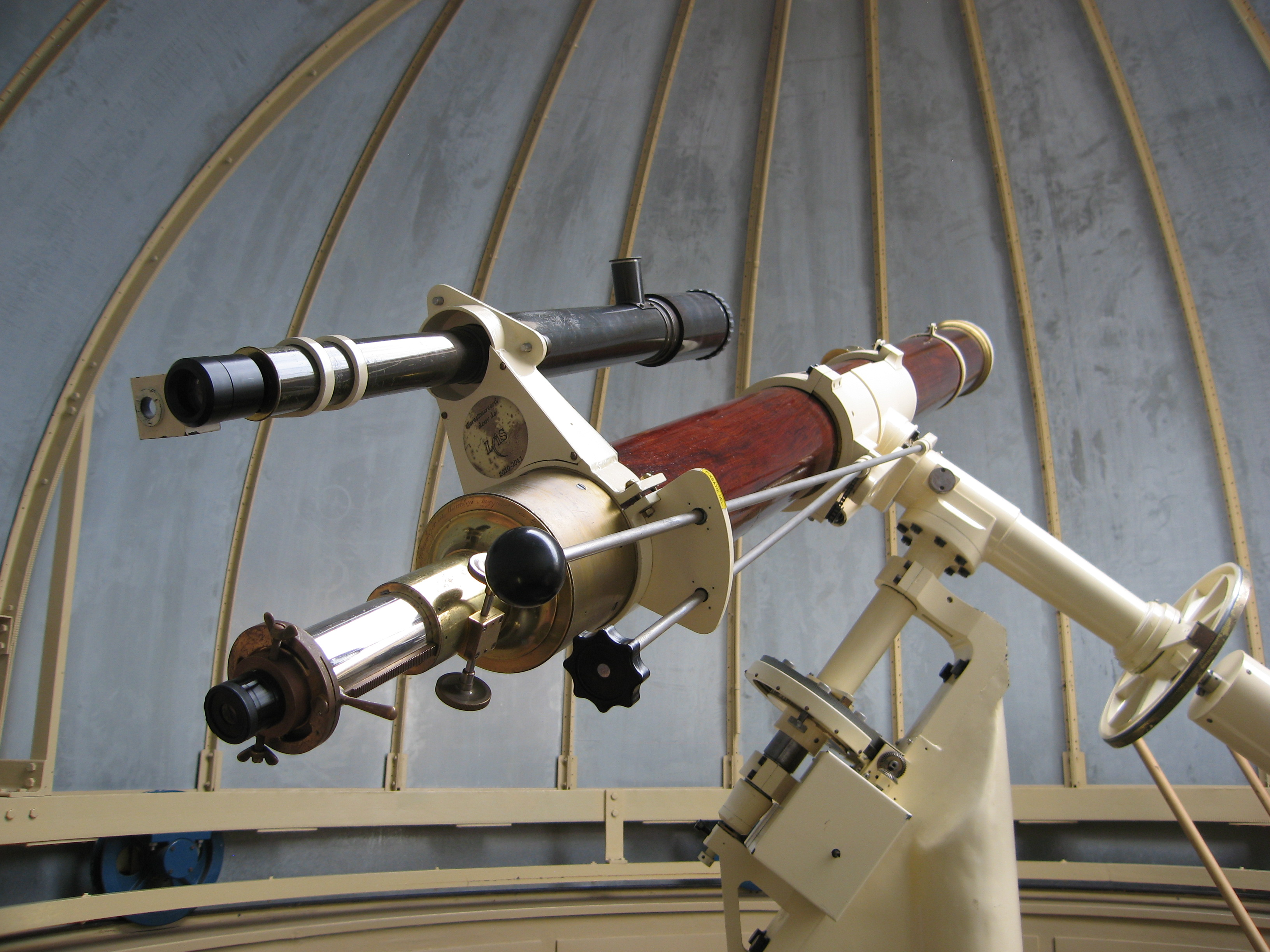
Zesduims Merzrefractor

- de zesduims Merzrefractor (1838), oorspronkelijk geplaatst in een torentje op het dak van het Academiegebouw. Deze refractor was gebouwd in de werkplaats van Joseph von Fraunhofer en Utschneider in München en kwam in Leiden in de kleinere zuidelijke dakkoepel aan de Singelzijde te staan. Kaiser gebruikte deze kijker.
- de tienduims refractor in 1885 gemaakt door Adolf Repsold & Sohne in Hamburg, in de grote noordelijke grote koepel boven de hoofdingang. Hij verving de zevenduims telescoop, die naar de Bosscha Sterrenwacht in Lembang op Java, Nederlands-Indië, ging. De tienduims kijker heeft een objectief van Alvan Clark & Sons (VS), was bedoeld voor het waarnemen van dubbelsterren en staat in een zogenaamde Duitse opstelling. Bij demonstraties overdag kan naar de wijzerplaat van de torenklok op de nabije Heilige Lodewijkkerk gekeken worden. De waarneemstoel bij deze telescoop wordt ook wel Einsteins stoel genoemd.

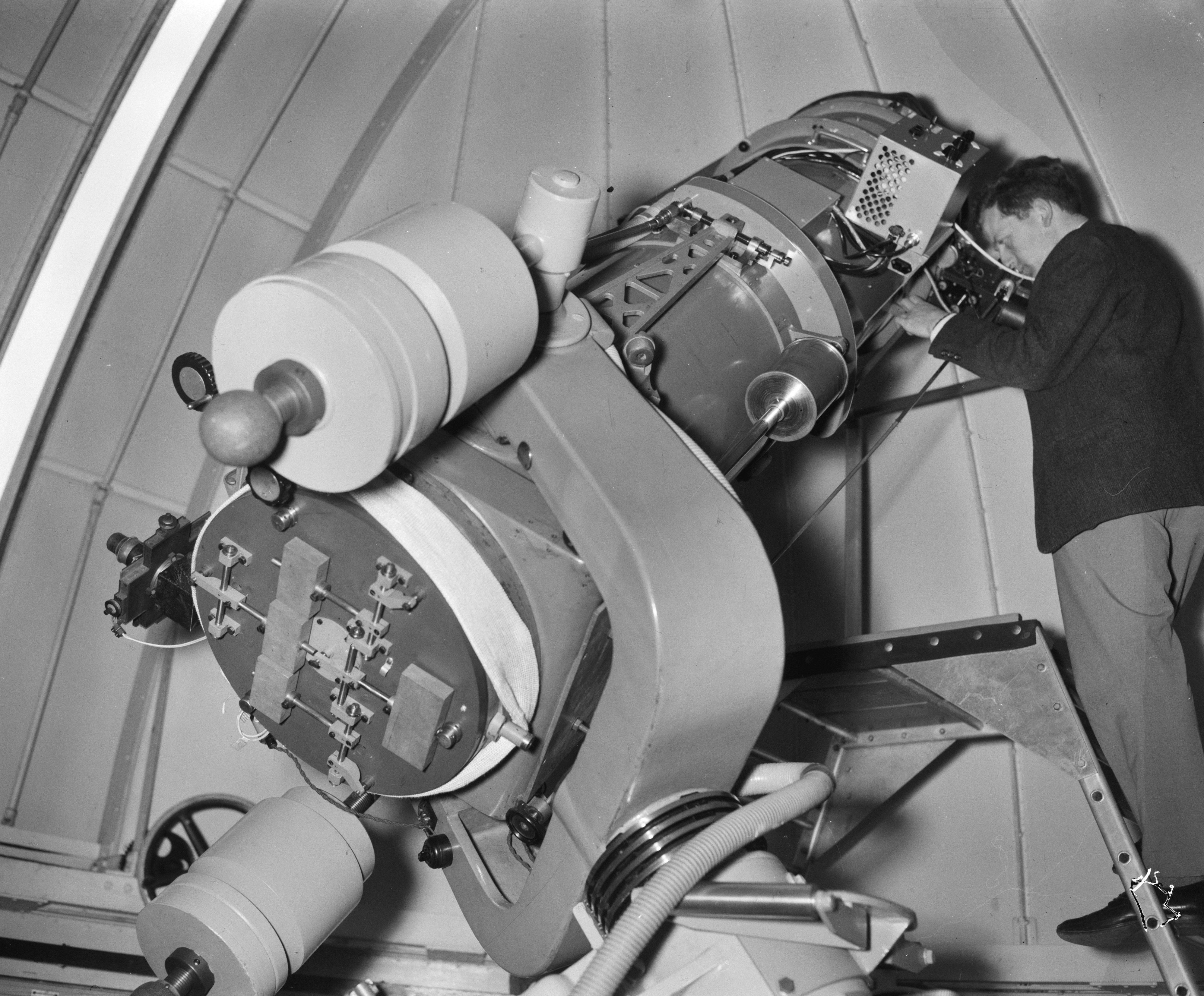
De Zunderman in 1961.

- de Zundermanreflector, een 46-cm telescoop, gebouwd in 1947. Deze telescoop werd gebruikt voor fotometrie.

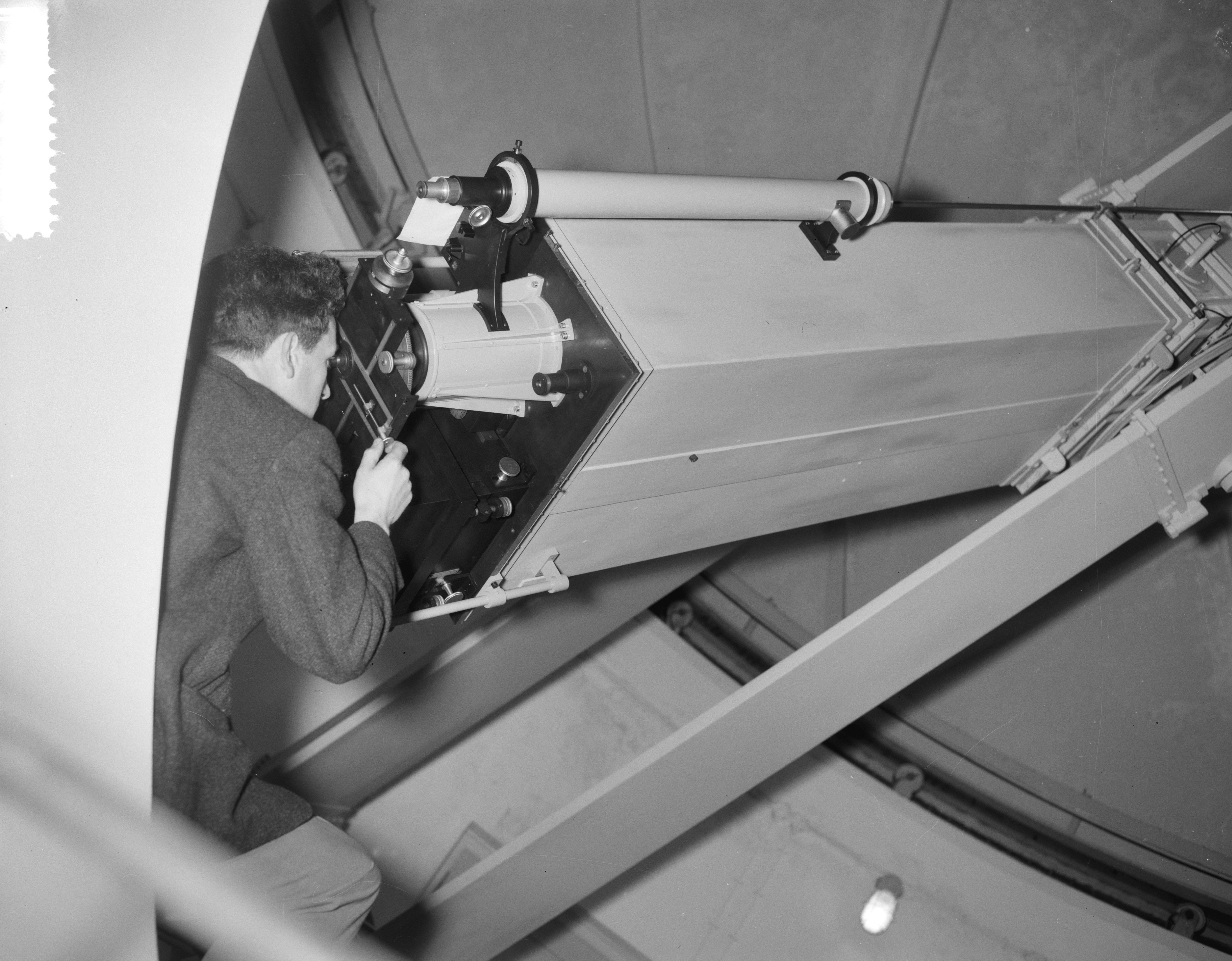
Fotografische dubbelrefractor

- de fotografische dubbelrefractor (1897), bestaande uit twee telescopen met diameters 33 cm en 15 cm (de volgkijker). De kijker is een variant op het type dat het project voor de Carte du Ciel voorschreef. De foto's werden gemaakt op glasplaten.
- de Heliostaat, een zonnetelescoop uit 2014 met een diameter van 10 cm. Deze telescoop is van het Scheifspiegler type en projecteert een zonsbeeld van 1 m op de muur van het bezoekerscentrum.[4]

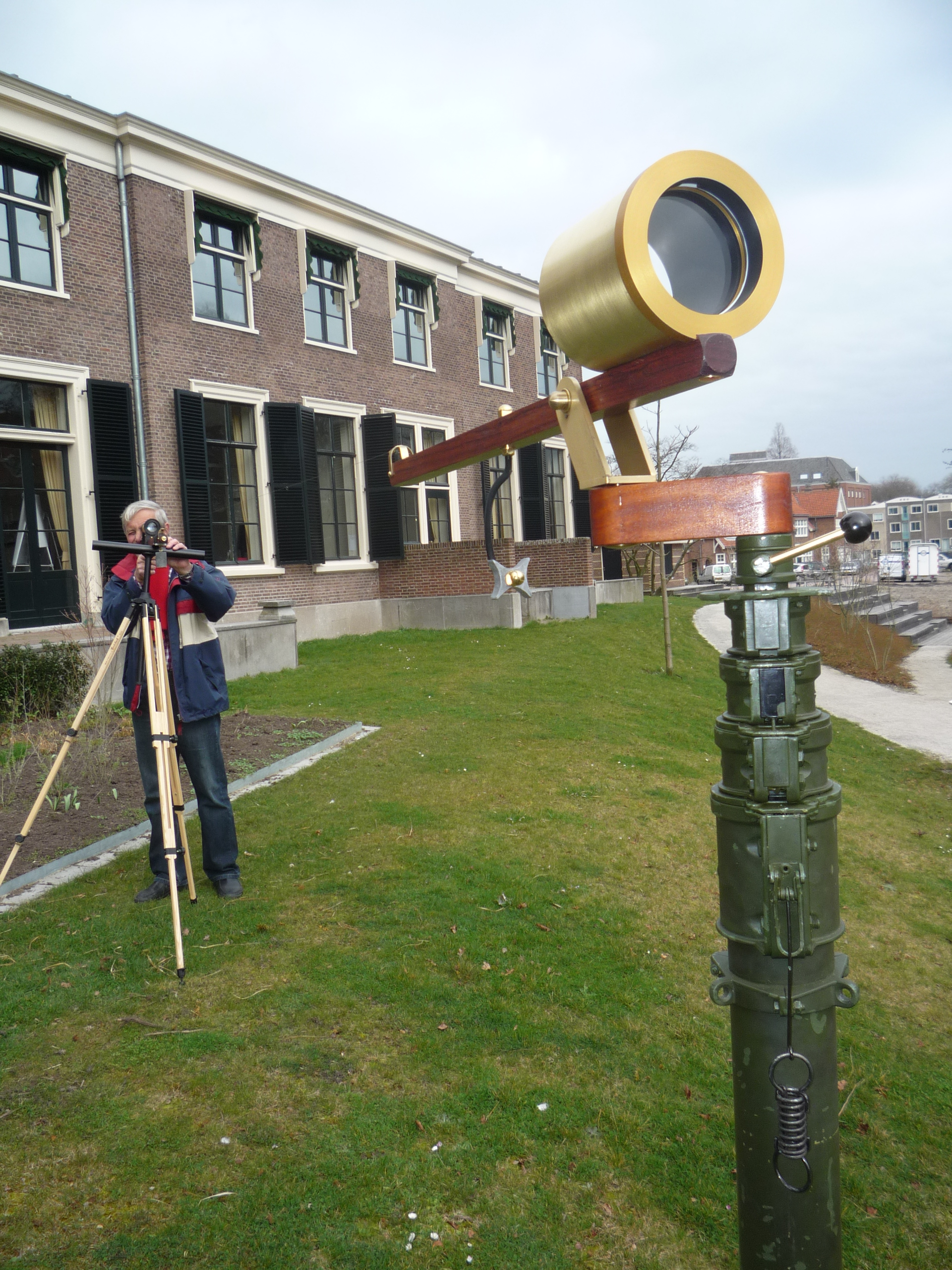
Huygens Telescoop

- de Huygens Telescoop, een 10 cm buisloze Huygenstelescoop die tijdens open dagen wordt opgezet in de tuin achter het gebouw.[5]
- de meridiaankijker[6]

## Kaiser Lente Lezingen
De Kaiser Lente Lezingen zijn jaarlijks terugkerende lezingenreeks. Deze reeks bestaat uit een viertal sterrenkundige lezingen, gegeven door professionals uit het veld. Hier praten de onderzoekers over hun onderzoek, om sterrenkunde zo toegankelijker te maken voor het publiek.  Het evenement loopt sinds 2013.

## Trivia
- Het gebouw was een van de deelnemers aan het televisieprogramma BankGiro Loterij Restauratie 2007, waarin diverse monumenten de strijd aanbonden om een restauratiesubsidie, maar het viel buiten de prijzen.